# Oxyrrhynchium vagans
Oxyrrhynchium vagans là một loài Rêu trong họ Brachytheciaceae. Loài này được (A. Jaeger) Ignatov & Huttunen mô tả khoa học đầu tiên năm 2002.